# Kyōta Tokiwa
Kyōta Tokiwa (japanisch 常盤 亨太 Tokiwa Kyōta; * 9. April 2002 in der Präfektur Tokio) ist ein japanischer Fußballspieler.

## Karriere
Kyōta Tokiwa erlernte das Fußballspielen in der Jugendmannschaft des Regista FC und in der Jugend vom FC Tokyo. Die U23-Mannschaft des Vereins spielte in der dritten Liga, der J3 League. Bereits als Jugendspieler absolvierte er 15 Drittligaspiele. Nach der Jugend spielte er von 2021 bis 2024 für die Universitätsmannschaft der Meiji-Universität. Im Februar 2024 kehrte er zum Erstligisten FC Tokyo zurück.